# Marcus Kanter
Marcus Kanter (* 24. Juli 1970 in Bonn) ist ein deutscher Kameramann.

## Leben
Marcus Kanter studierte Kamera und Bildtechnik an der Universität für Musik und darstellende Kunst – Filmakademie Wien und an der Hamburg Media School. Er ist ab Anfang der 1990er Jahre zuerst als Kameraassistent und seit 2000 als Kameramann tätig. Als solcher war er bislang an zahlreichen Filmproduktionen, hauptsächlich für das Fernsehen, beteiligt.
Für den Fernseh-Zweiteiler Das Sacher wurde er 2017 mit der Romy für die beste Bildgestaltung eines TV-Films ausgezeichnet.
Kanter ist Mitglied im Berufsverband Kinematografie (BVK) sowie der Akademie des Österreichischen Films.

## Filmografie (Auswahl)
- 1997: Das Schloß
- 2002: Die rote Jacke
- 2003–2005: Großstadtrevier (Fernsehserie, 13 Folgen)
- 2004–2007: SOKO Wismar (Fernsehserie, 8 Folgen)
- ab 2007: Tatort (Fernsehreihe)
  - 2007:  Macht der Angst
  - 2008:  Wolfsstunde
  - 2008:  Borowski und die einsamen Herzen
  - 2009:  Schiffe versenken
  - 2009:  Häuserkampf
  - 2010:  Schlafende Hunde
  - 2011:  Der illegale Tod
  - 2012:  Hochzeitsnacht
  - 2013:  Puppenspieler
  - 2013:  Er wird töten
  - 2014: Brüder
  - 2014:  Alle meine Jungs
  - 2023:  Totes Herz
- 2010: Aufschneider
- 2011: Wie man leben soll
- 2014: Die Mamba
- 2015: Altes Geld (Miniserie)
- 2016: Das Sacher
- 2017: Hexe Lilli rettet Weihnachten
- 2018: Unzertrennlich nach Verona
- 2018: Im Wald – Ein Taunuskrimi
- 2020: Vier zauberhafte Schwestern
- 2021: Schneller als die Angst (Miniserie, 6 Folgen)
- 2022: Alles finster (Fernsehserie)
- 2023: Eine Billion Dollar (Fernsehserie)
- 2023: Polizeiruf 110: Nur Gespenster
- 2024: Polizeiruf 110: Diebe